# Viana do Castelo

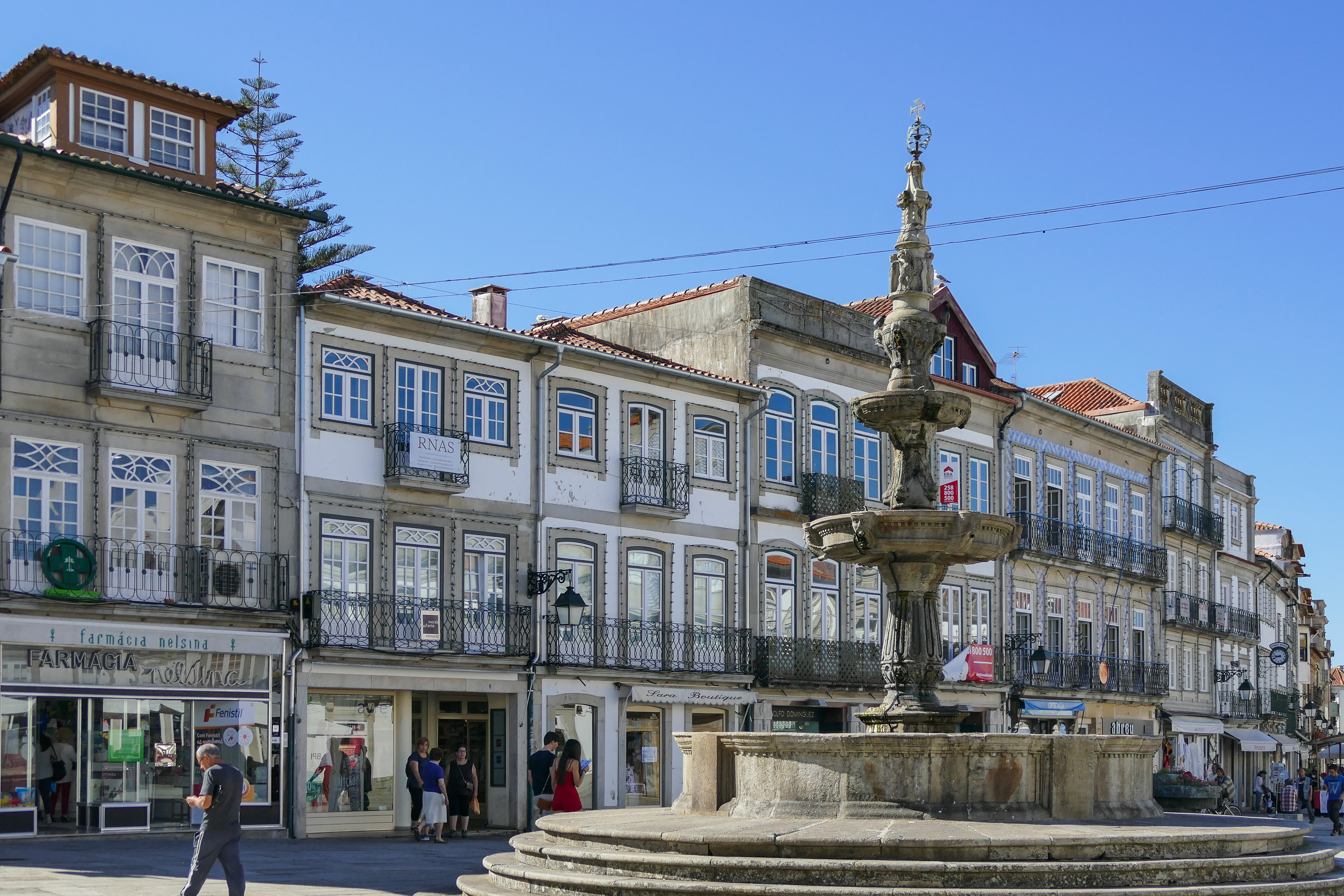
Praça da República, einer der romantischsten Plätze Portugals, mit dem Renaissancebrunnen

Viana do Castelo ist eine Stadt in Portugal und die Hauptstadt des gleichnamigen Distrikts. Dieser ist der nördlichste in Portugal und identisch mit der Subregion Alto Minho in der Region Nord von Portugal. Sie liegt nördlich der schlauchartigen Mündung des Flusses Rio Lima in den Atlantik.

## Der Ort

### Geschichte
Die eisenzeitliche Siedlung Citânia de Santa Luzia befindet sich in der Nähe.
Viana do Castelo wurde als „Viana da Foz do Lima“ („Viana an der Mündung des Lima-Flusses“) im Jahre 1258 von Alfons III. (1248–1279) gegründet. Die Stadt kam bald zu großem Reichtum, der sowohl Spanier als auch Piraten anzog. Daraufhin wurde noch unter Alfons III. die erste Festung an der Mündung des Lima gebaut, die die Flussmündung beherrschte. Das älteste bekannte Datum resultiert aus dem XV. Jahrhundert, als im südlichen Teil der alten Bastion unter Dom Manuel I. eine Festung erbaut wurde, die „Torre da Roqueta“. Ende des XV. Jahrhunderts wurden Renovierungsarbeiten nötig, die vom damals sehr bekannten Militärbauwerksarchitekten, Filippo Terzi, unter der spanischen Herrschaft von Philipp II. (Philipp I. von Portugal) ausgeführt wurden. Viana do Castelo bekam das Stadtrecht im Jahre 1848 von der portugiesischen Königin Maria II. verliehen.

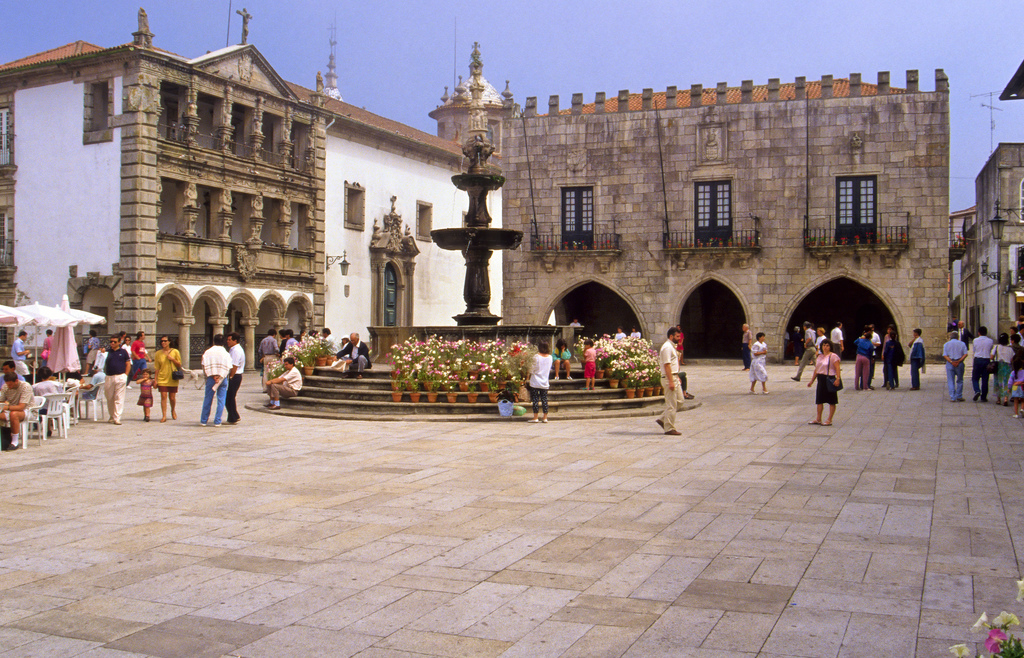
Praça da República mit gotischem Rathaus und Renaissancebrunnen

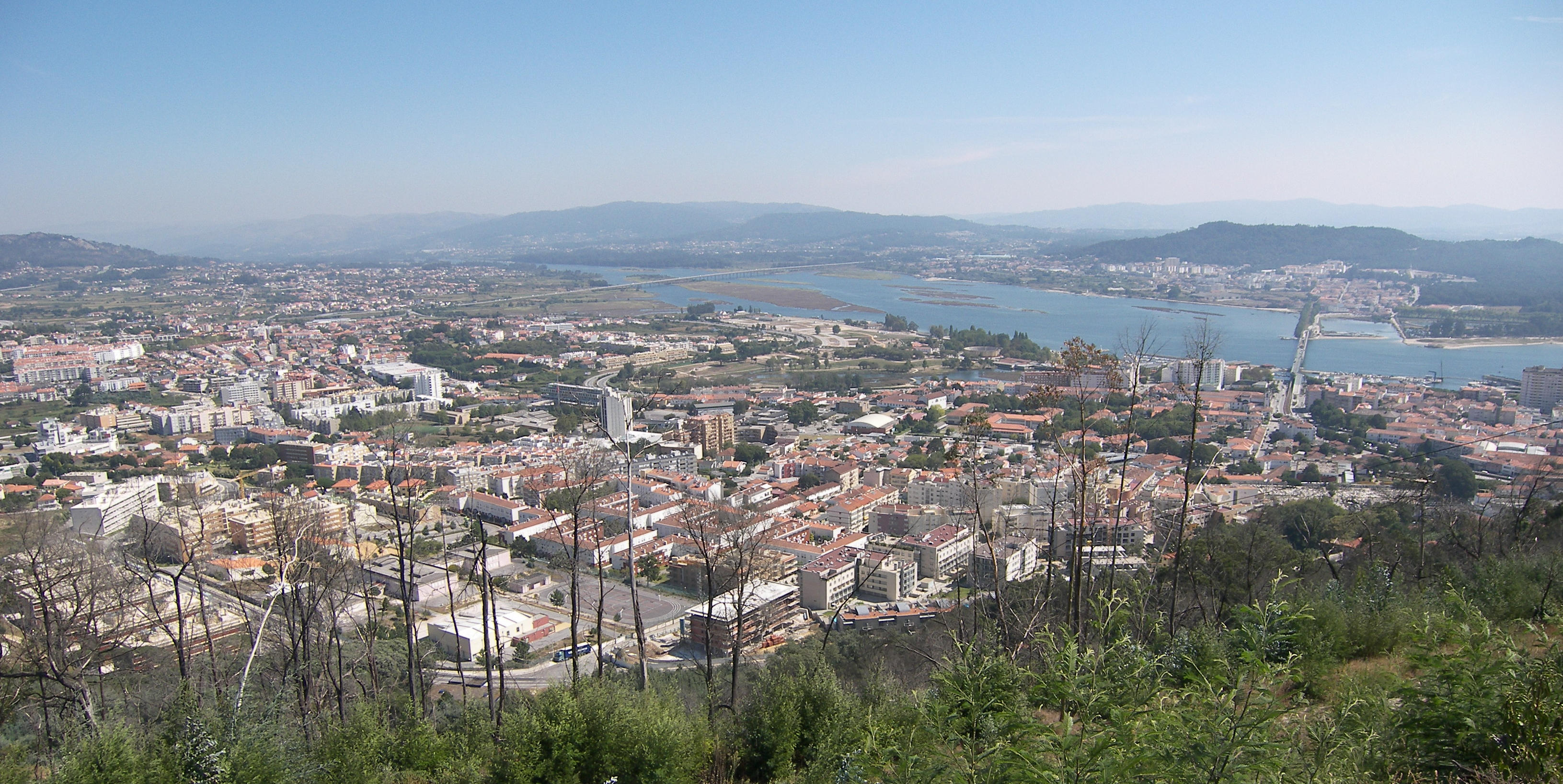
Viana do Castelo am Rio Lima

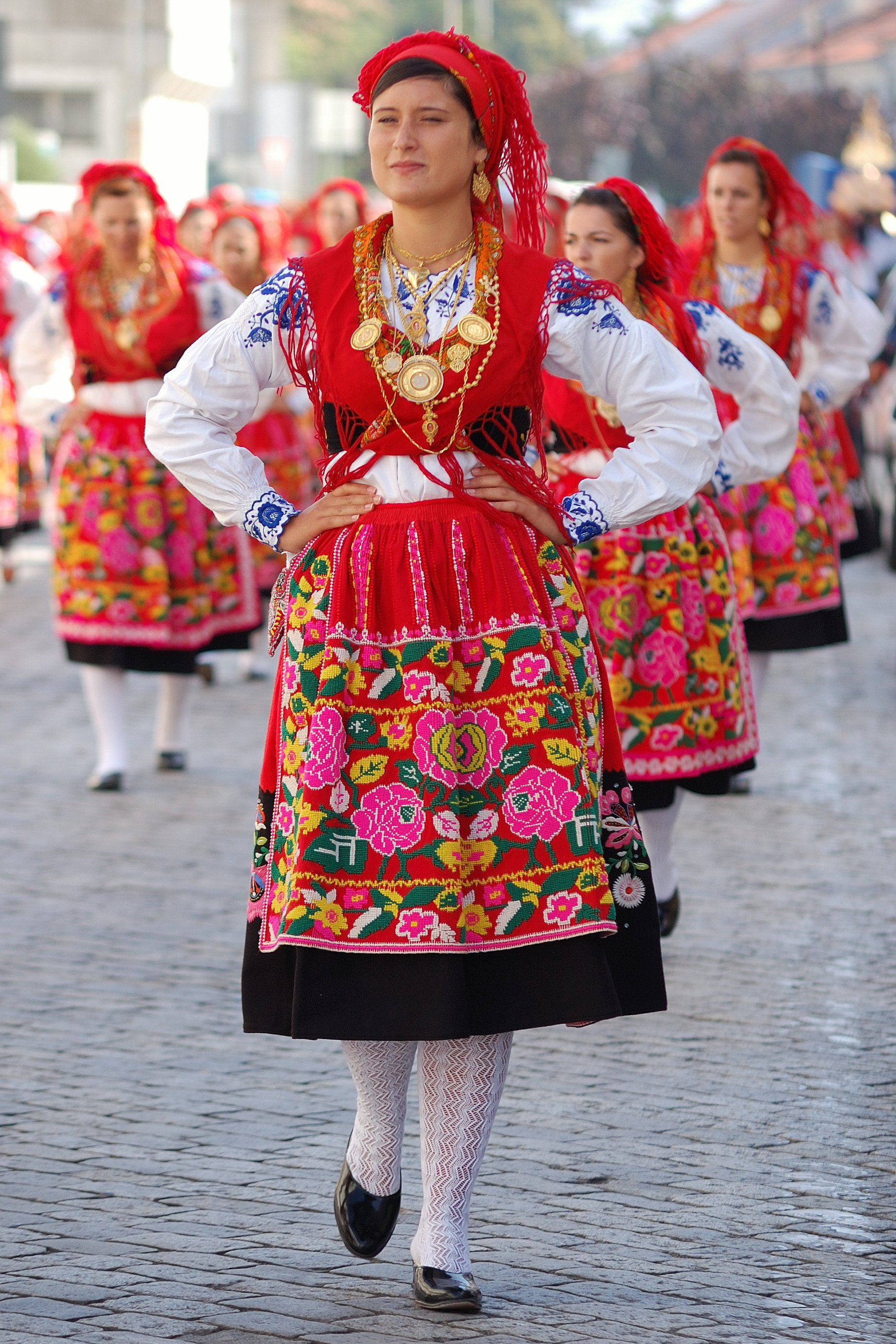
Trachtumzug der Romaria de Nossa Senhora da Agonia

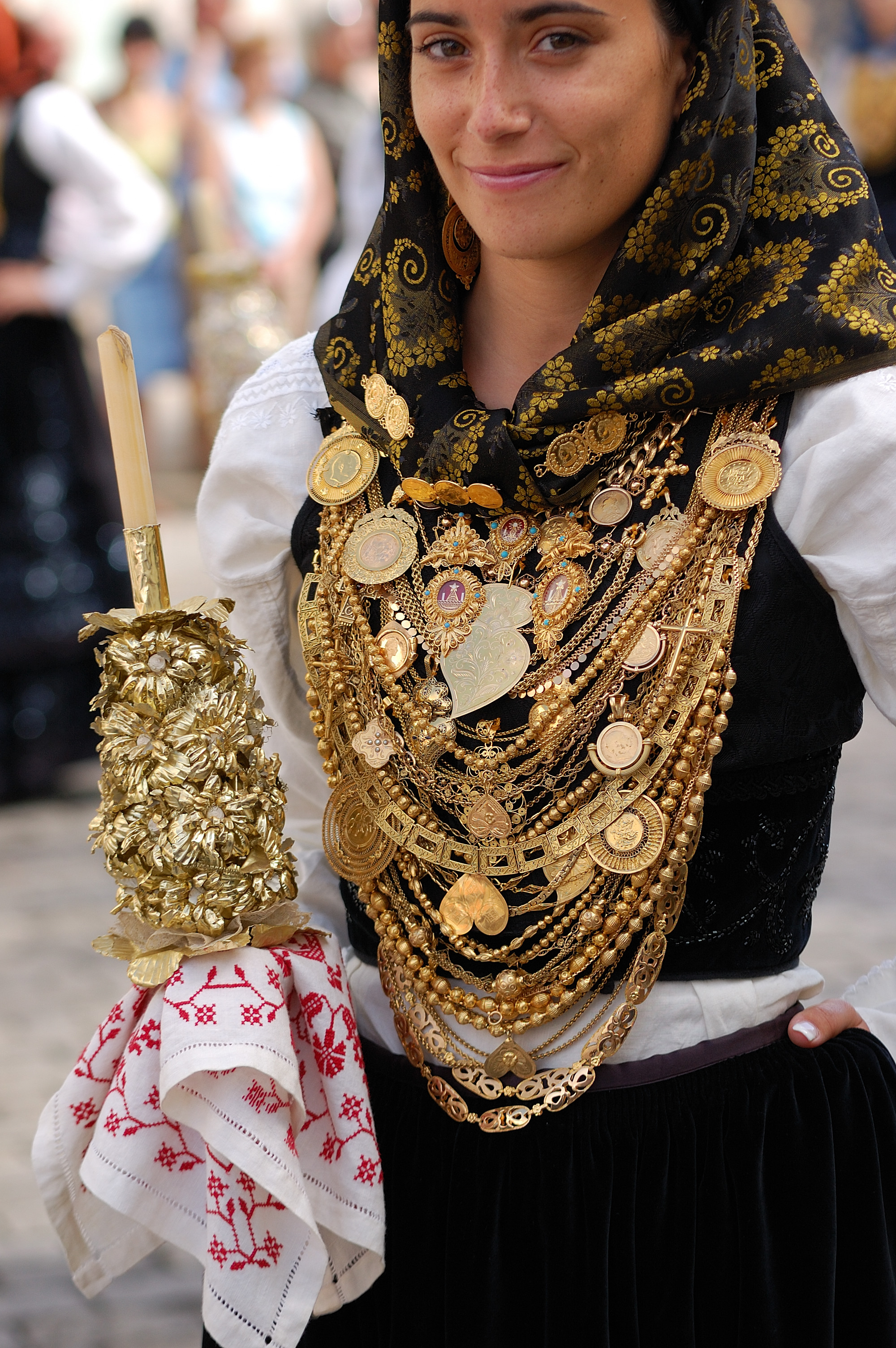
Teilnehmerin während der Feierlichkeiten zu Nossa Senhora da Agonia

### Wirtschaft und Verkehr
Neben dem Tourismus haben Fischereihafen, Industriehafen und Werft eine große wirtschaftliche Bedeutung für die Stadt und die Region.
Die Firma West Sea Viana Shipyard baut Schiffe bis 37.000 BRT Größe. Der Hafen wird von der Firma APDL - Administração dos Portos do Douro, Leixões e Viana do Castelo, SA betrieben.

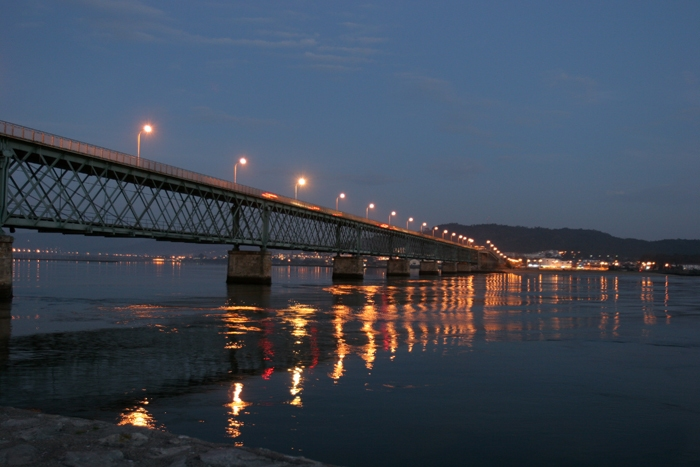
Eiffel-Brücke

Die 1878 errichtete Eiffel-Brücke überspannt den Rio Lima.

### Sehenswürdigkeiten

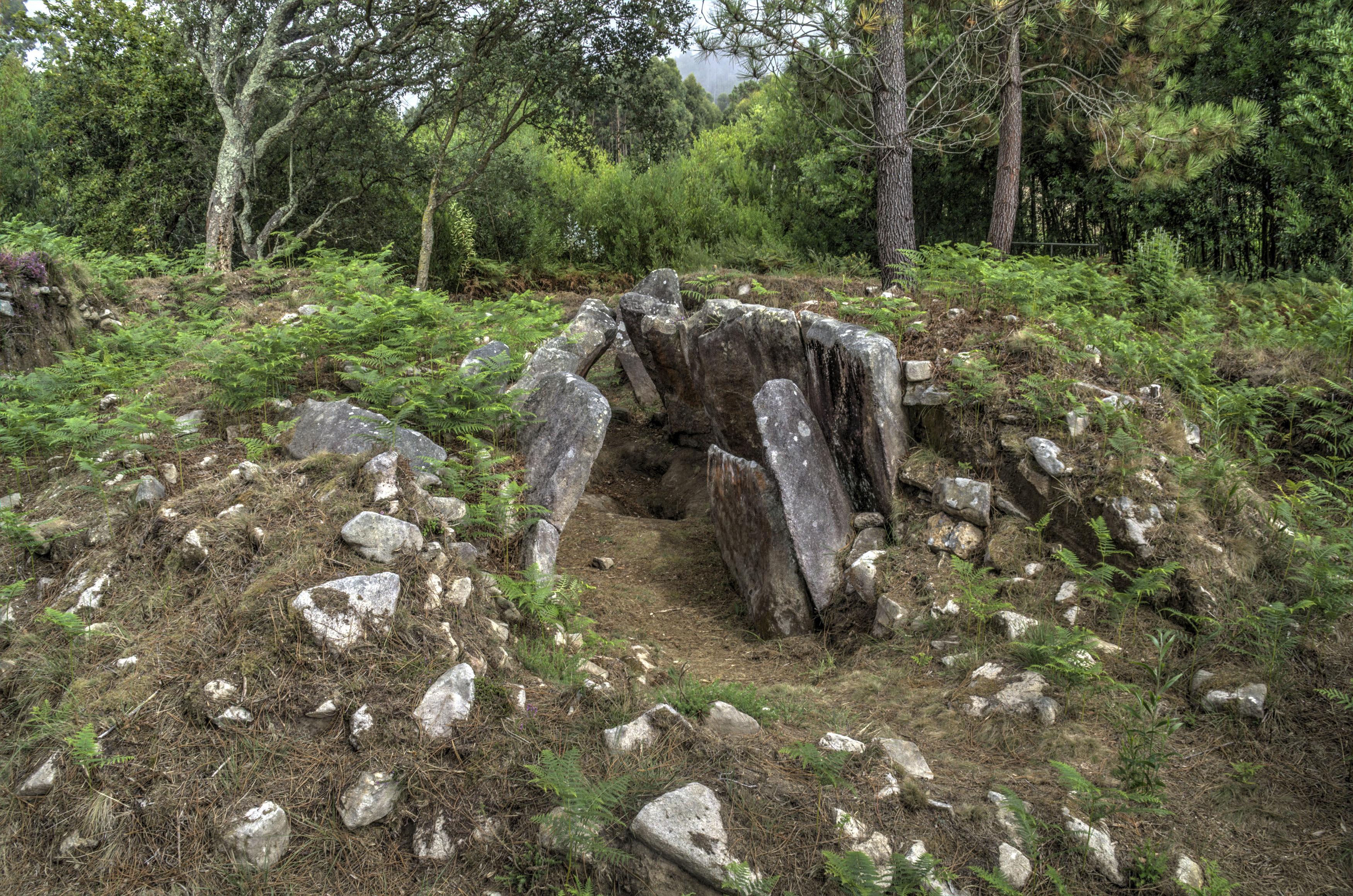
Die Mamoa da Eireira, nördlich von Viana do Castelo

Einer der malerischsten mittelalterlichen Plätze Portugals ist die Praça da República, die auf den kunstsinnigen Dom Manuel I. zurückgeht. Besonders erwähnenswert ist dort der dreischalige Renaissancebrunnen (1553–1559) von João Lopez-o-Velho. Er wurde vielfach kopiert, so z. B. einige Jahre später für die Stadt Caminha am Südufer des Rio Minho, an der portugiesisch-spanischen Grenze, oder auch in anderen Städten, z. B. in Pontevedra in Galicien. Während mehrerer Jahrhunderte diente der Brunnen nicht nur als einzige Trinkwasserquelle, sondern war auch dank seiner Lage vor dem alten Rathaus (Paço do Concelho) Treffpunkt und gesellschaftlicher Mittelpunkt der Stadt.
Im Museu Municipal in Viana do Castelo steht die Kriegerstatue von São Paio de Meixedo (auch als „Estátua de Viana“ oder „do Páteo da Morte“ bekannt), eines der drei Stücke, die Emil Hübner 1861 vorstellte, als er die in Nordportugal entstandenen Statuen galläkischer Krieger beschrieb. Im Museum wird sie heute als Plastik eines Kriegers der Castro-Kultur (Escultura de um guerreiro castrejo) mit lateinischer Inschrift aus dem 1. Jahrhundert nach Christus geführt.
Im Hafen der Stadt liegt das Museumsschiff Gil Eannes – ein 1955 gebautes Hospitalschiff, das bis 1973 zur Unterstützung der portugiesischen Kabeljaufischer im Nordatlantik eingesetzt wurde.
Auf dem Monte de Santa Luzia nördlich der Stadt befindet sich die Kirche Santuário do Sagrado Coração de Jesus, häufig auch als Basilika de Santa Luzia bezeichnet. Beginnend 1904 wurde sie im Stil des Eklektizismus neuromanisch-neobyzantischer Ausrichtung im Bereich der Citânia de Santa Luzia erbaut.  Die Initiative dazu kam von der Bruderschaft Confraria de Santa Luzia, die auch heute noch Wallfahrten und Feste veranstaltet. Die Aussicht auf die Stadt, den Hafen und die Atlantikküste wurde vom National Geographic Magazine als das drittschönste Panorama der Welt bezeichnet.

### Städtepartnerschaften
Viana do Castelo unterhält zu zahlreichen Städten und Gemeinden partnerschaftliche Beziehungen. Besonders zahlreich sind die Beziehungen nach
- Brasilien
  - Cabedelo, Bundesstaat Paraíba, seit 2003
  - Igarassu Bundesstaat Pernambuco, seit 2003
  - Porto Seguro Bundesstaat Bahia, seit 1997
  - Itajaí, Bundesstaat Santa Catarina, seit 1995
  - Viana, Bundesstaat Maranhão

Weitere Partnerschaften bestehen mit
- Hendaye in der Region Nouvelle-Aquitaine (Frankreich), seit 1998
- Lugo in Galicien (Spanien), seit 1990
- Lancaster in der Grafschaft Lancashire (Großbritannien), seit 1989
- Ziguinchor im Senegal, seit 1989
- Cacheu (Stadt) in Guinea-Bissau, seit 1988
- Riom in der Region Auvergne-Rhône-Alpes (Frankreich), seit 1982
- Aveiro in Portugal, seit 1910
- Matola in Mosambik, seit 2006

Partnerschaftliche Beziehungen bestehen auch mit
- dem Bundesstaat Alagoas in Brasilien, seit 2006
- den Vereinigten Gemeinden der Insel Santo Antão in Kap Verde
- Pessac in der Region Nouvelle-Aquitaine (Frankreich), seit 2010

### Söhne und Töchter der Stadt
- Caramuru (Diogo Álvares Correia, 1475–1557), Kolonist in Brasilien, bedeutende Verbindungsperson zu den Ureinwohnern
- Raimundo Enes Meira (1866–1946), Offizier, Kolonialverwalter und Politiker
- João da Rocha (1868–1921), Schriftsteller
- Cláudio Filipe de Oliveira Basto (1886–1945),  Ethnograf, Romanist, Lusitanist und Dialektologe
- Aníbal do Paço Quesado (1931–2011), Archäologe, wirkte vor allem in Deutschland
- Defensor Moura (* 1945), Arzt und sozialistischer Politiker
- Pio Gonçalo Alves de Sousa (* 1945 in Lanheses), Weihbischof in Porto
- João Manuel da Cruz da Silva Leitão (* 1952), Diplomat
- Maria Manuela Machado (* 1963), Langstreckenläuferin
- Rui Lavarinhas (* 1971), Radrennfahrer
- Rui Sousa (* 1976), Radrennfahrer
- Tiago (* 1981), Fußballspieler
- André Moreira (* 1982), Radrennfahrer
- Luís Lourenço (* 1984), Schauspieler
- Mário Costa (* 1986), Jazzmusiker
- Mário Felgueiras (* 1986), Fußballspieler
- João Queirós (* 1998), Fußballspieler
- Iúri Leitão (* 1998), Radsportler
- Francisco Trincão (* 1999), Fußballspieler
- Pedro Neto (* 2000), Fußballspieler

### Galerie

Bilder aus Viana do Castelo
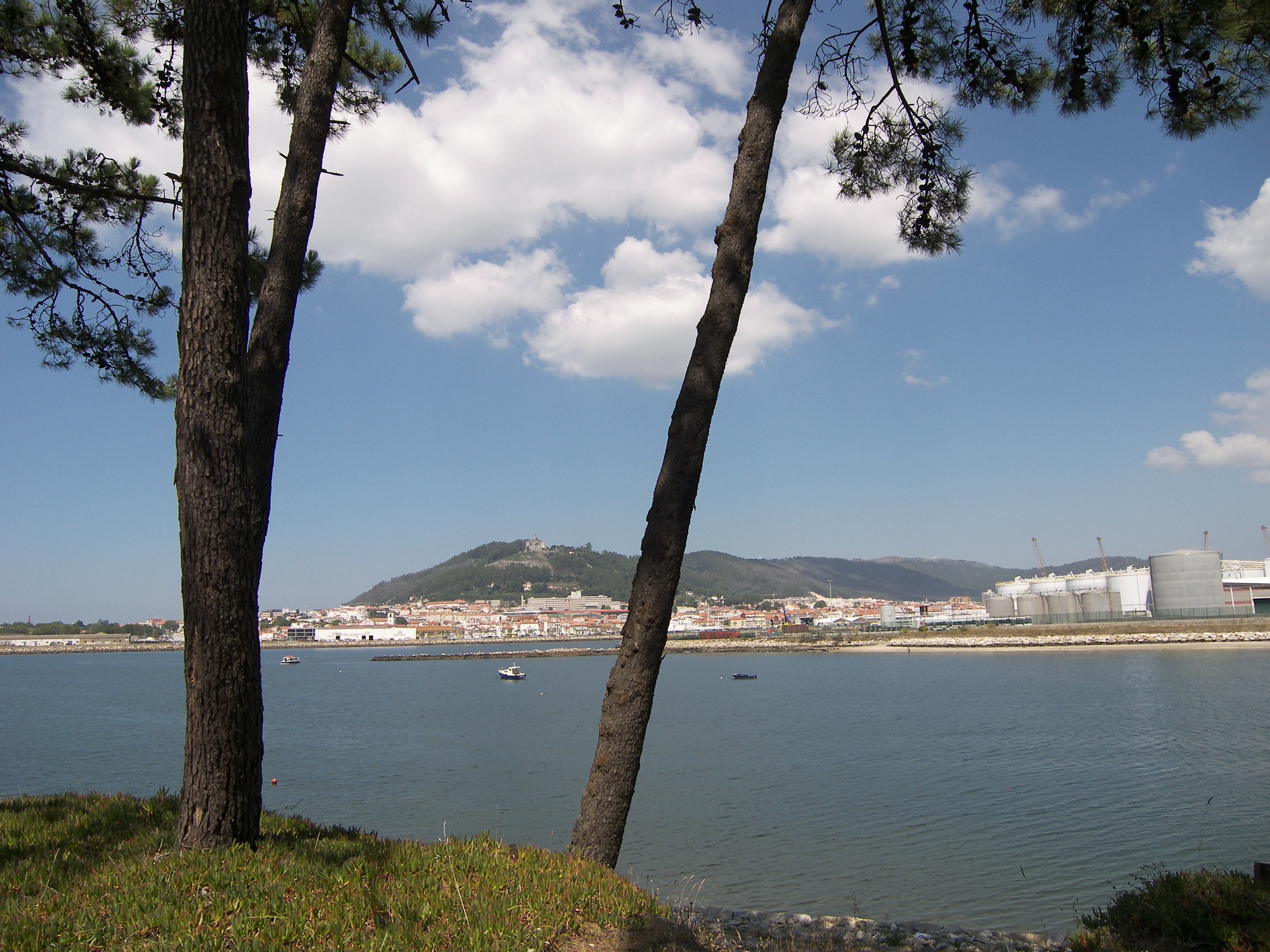
Viana vom jenseitigen Ufer des Rio Lima aus
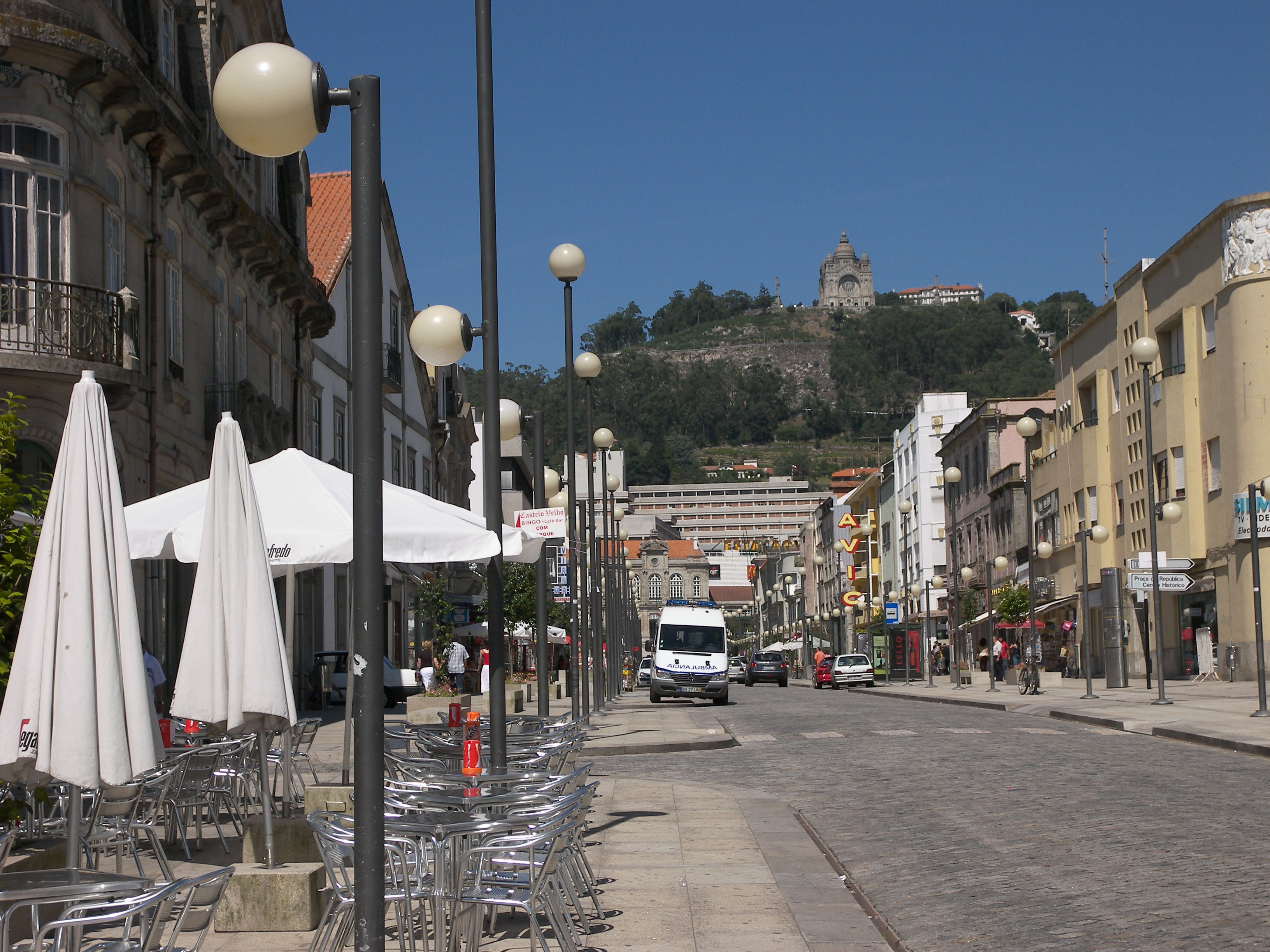
Avenida dos Combatentes da Grande Guerra; hinten der Monte Santa Luzia mit Wallfahrtskirche
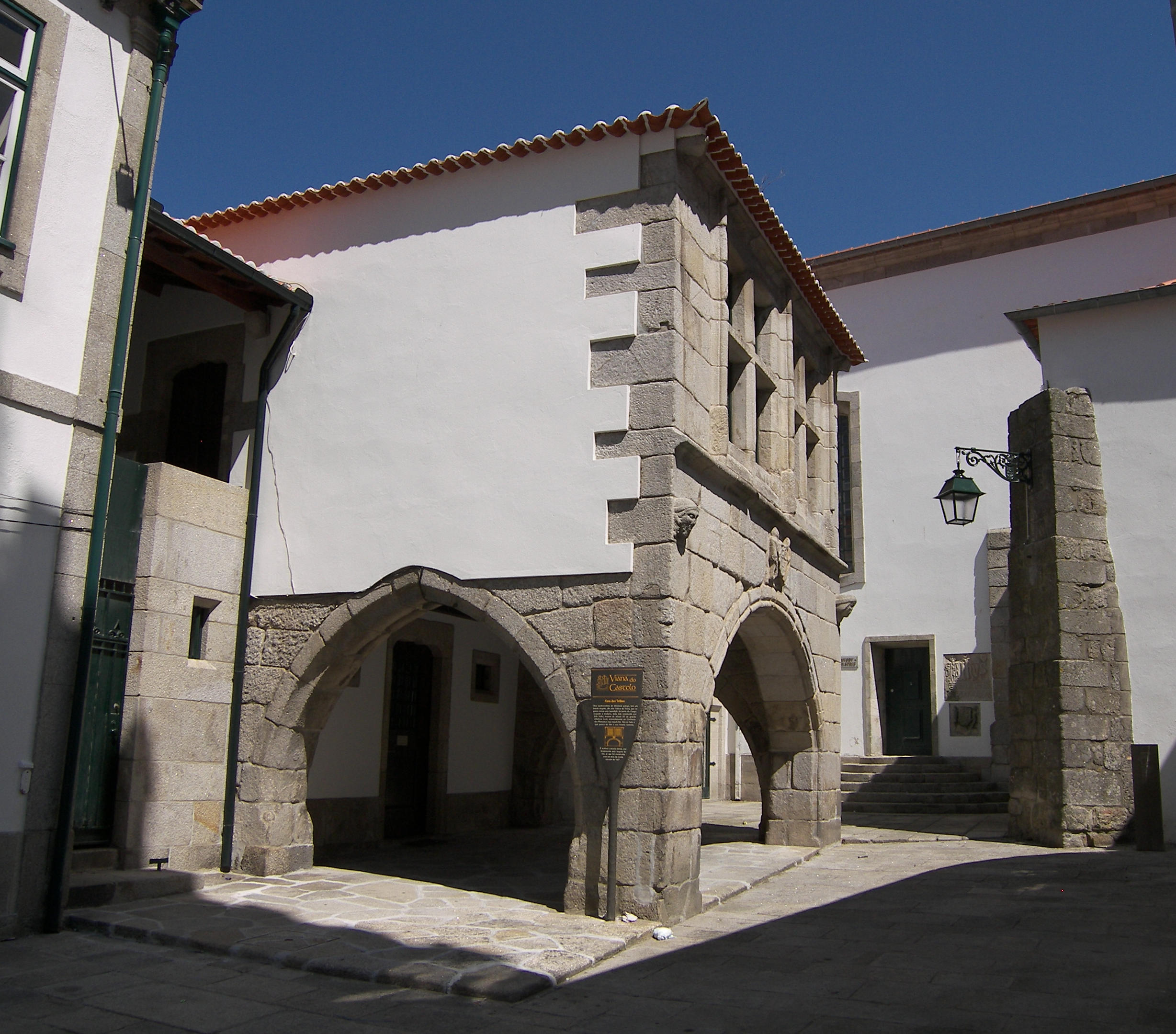
Casa de João Lopes-o-Velho (15. Jahrhundert), jetzt Museum der Stadtgeschichte
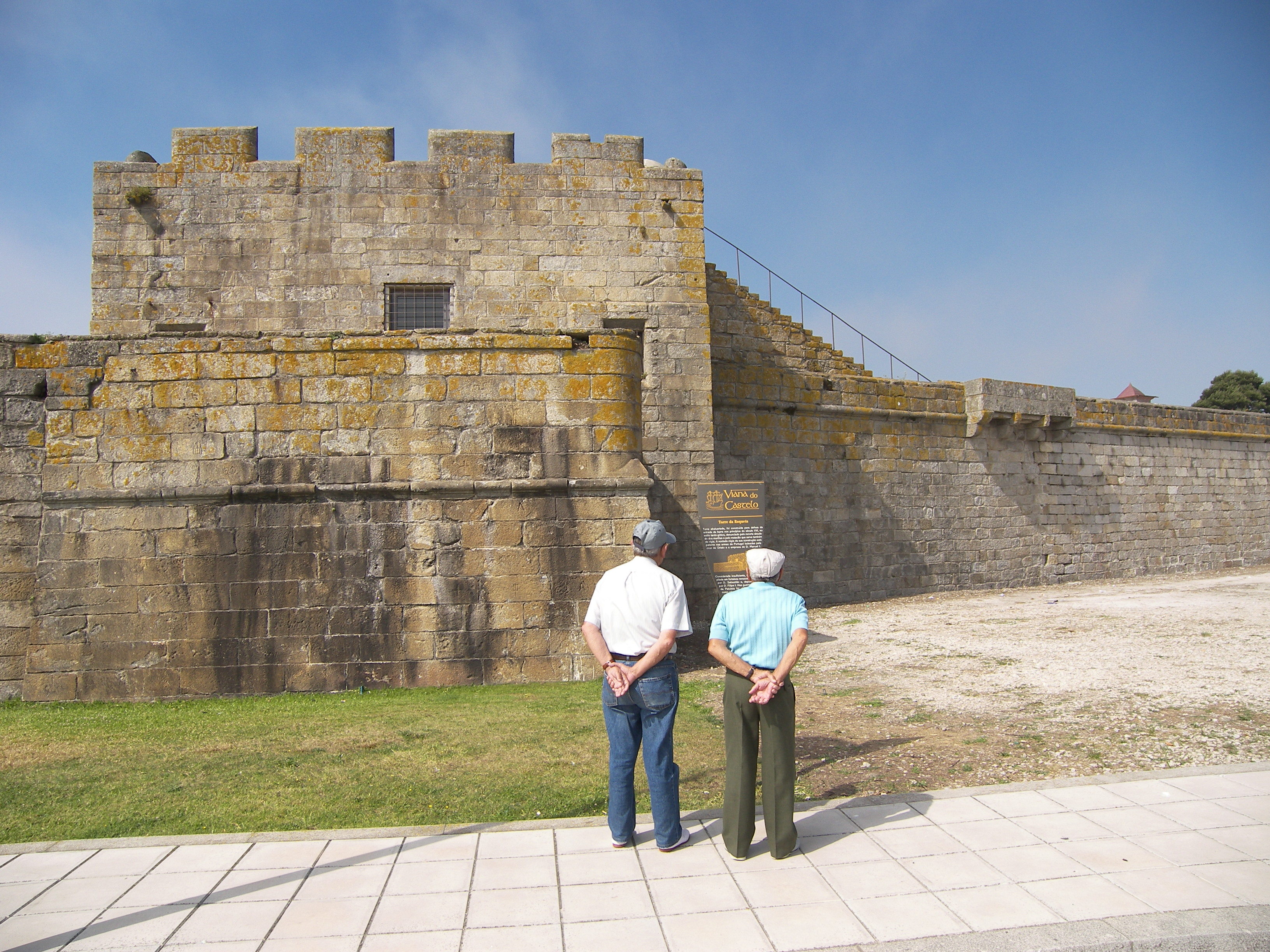
Teilansicht der Umfassungsmauer des alten Castelo de São Tiago da Barra („Rochetta“)
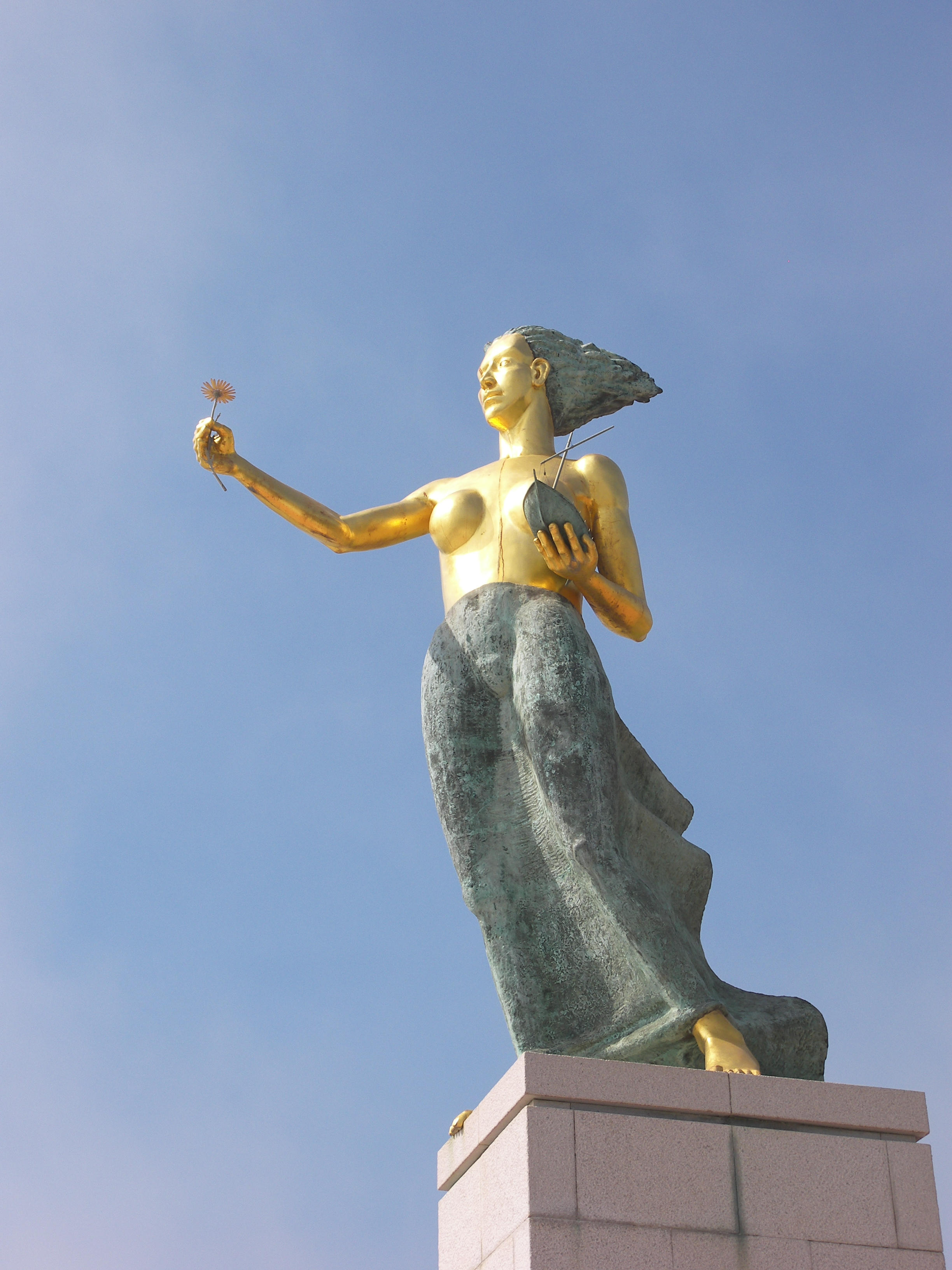
Denkmal an der Rochetta zur 150-Jahr-Feier der Vergabe der Stadtrechte an Viana
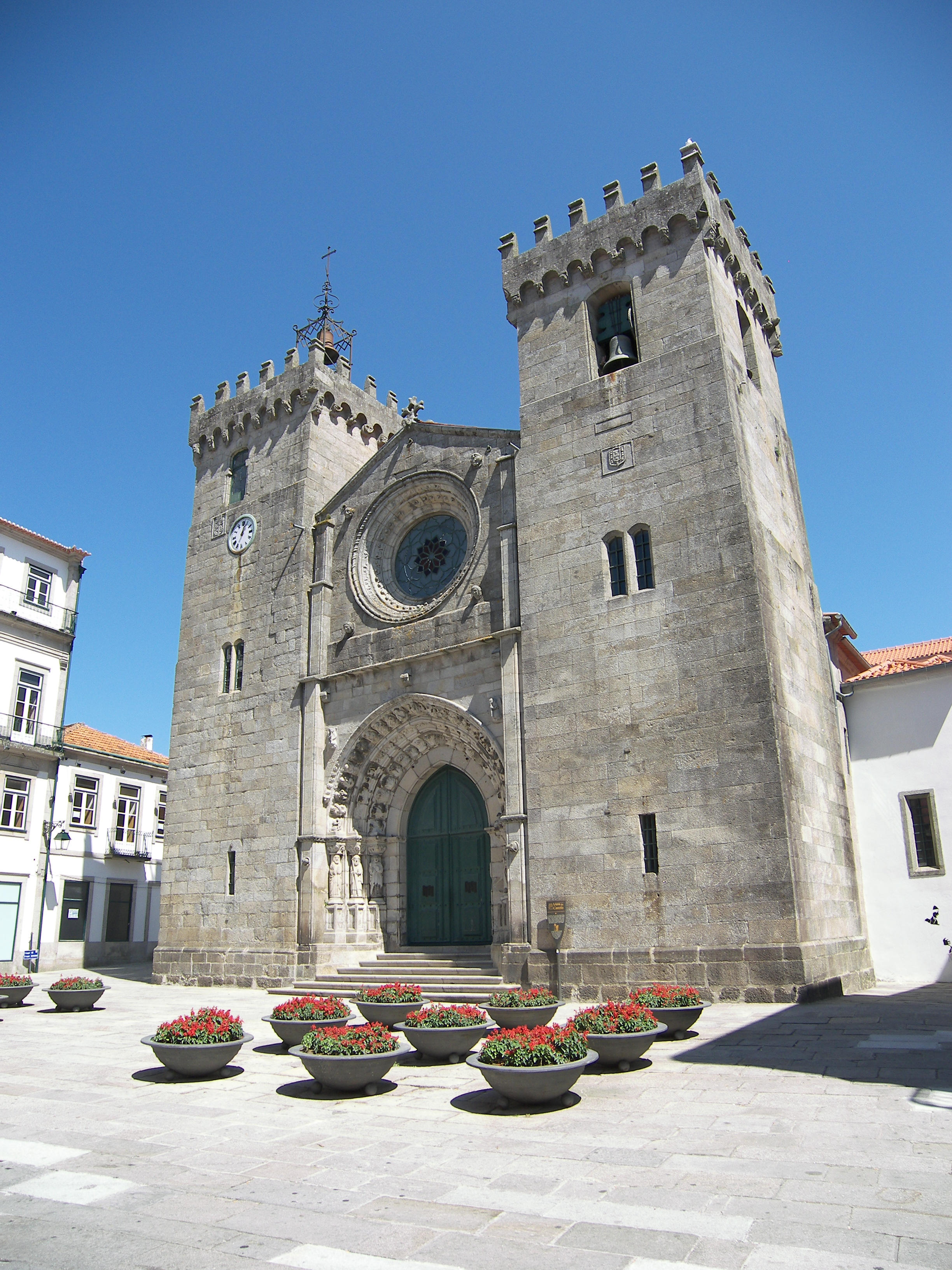
Kathedrale von Viana do Castelo
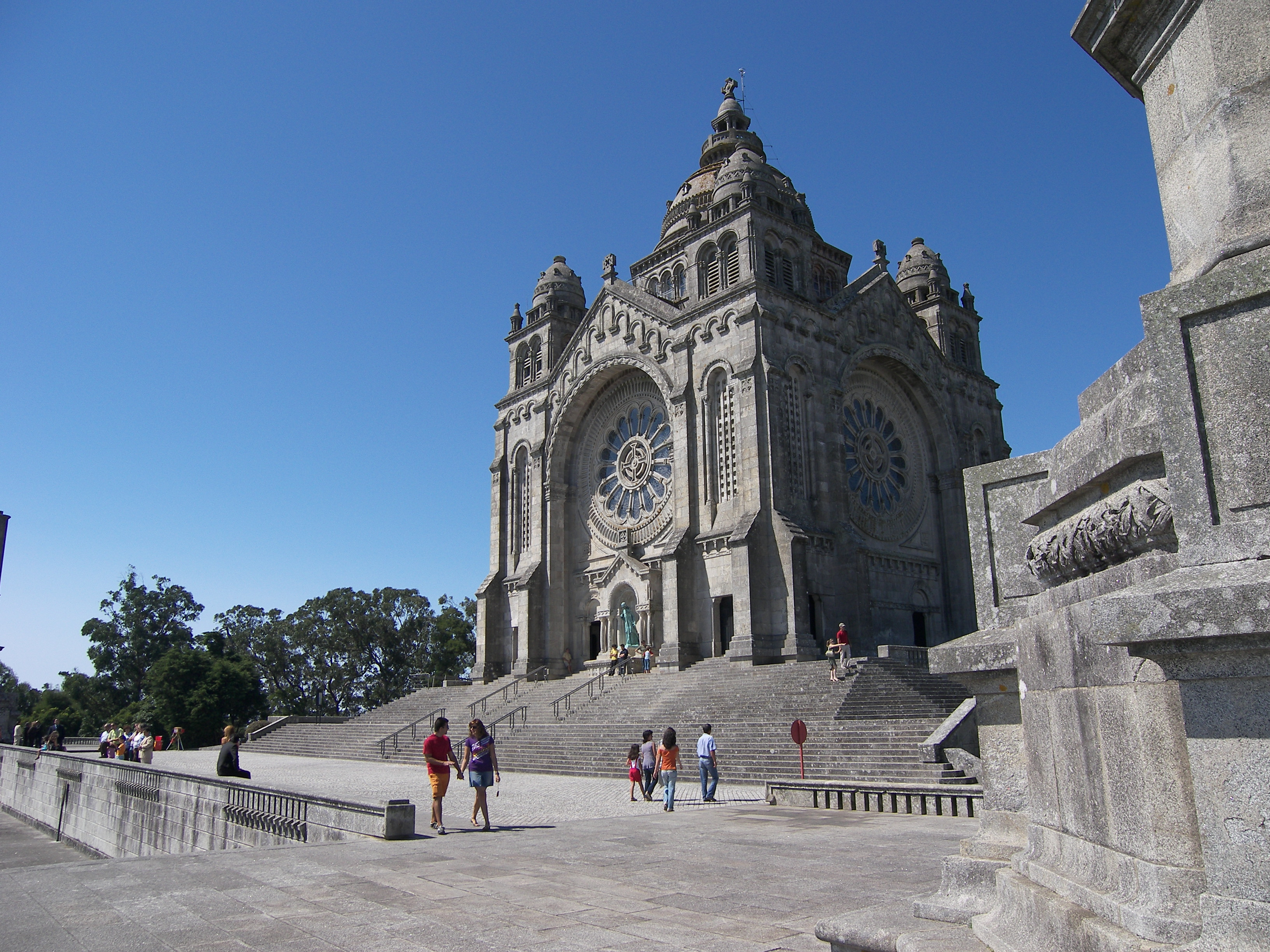
Wallfahrtskirche auf dem Monte Santa Luzia
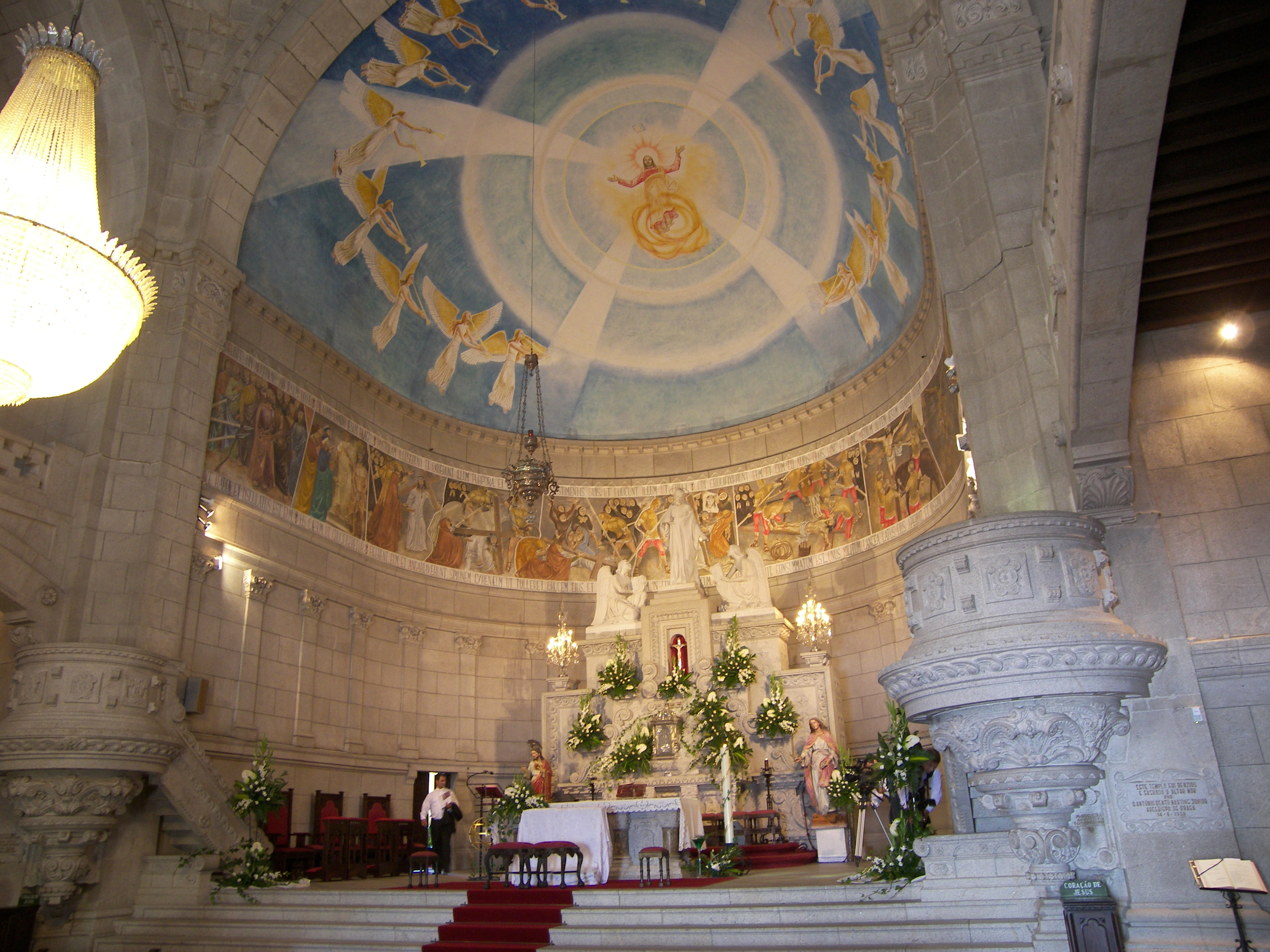
Inneres der Wallfahrtskirche auf dem Monte Santa Luzia
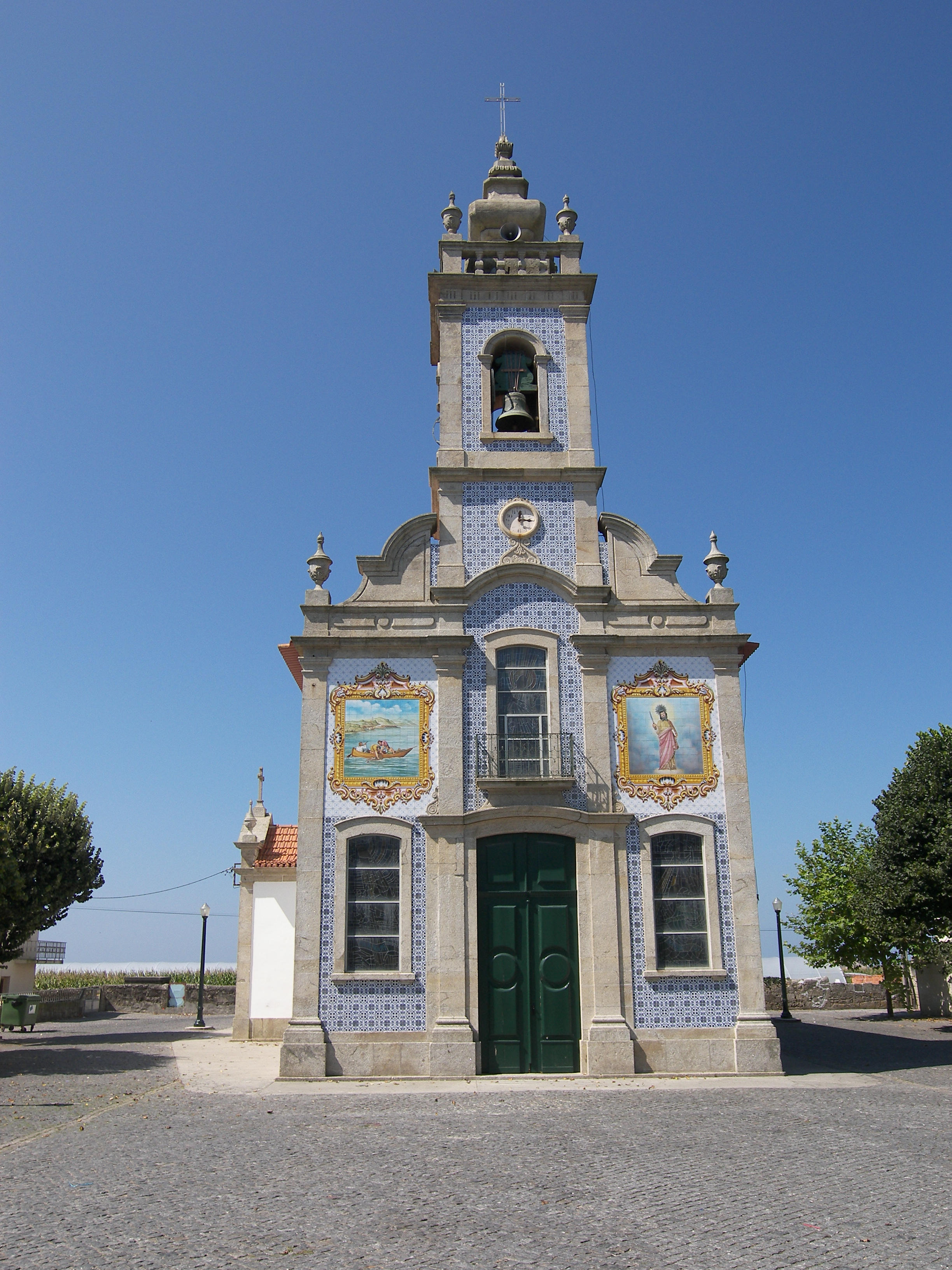
Kirche mit Azulejos-Schmuck im Ortsteil Santa Luzia
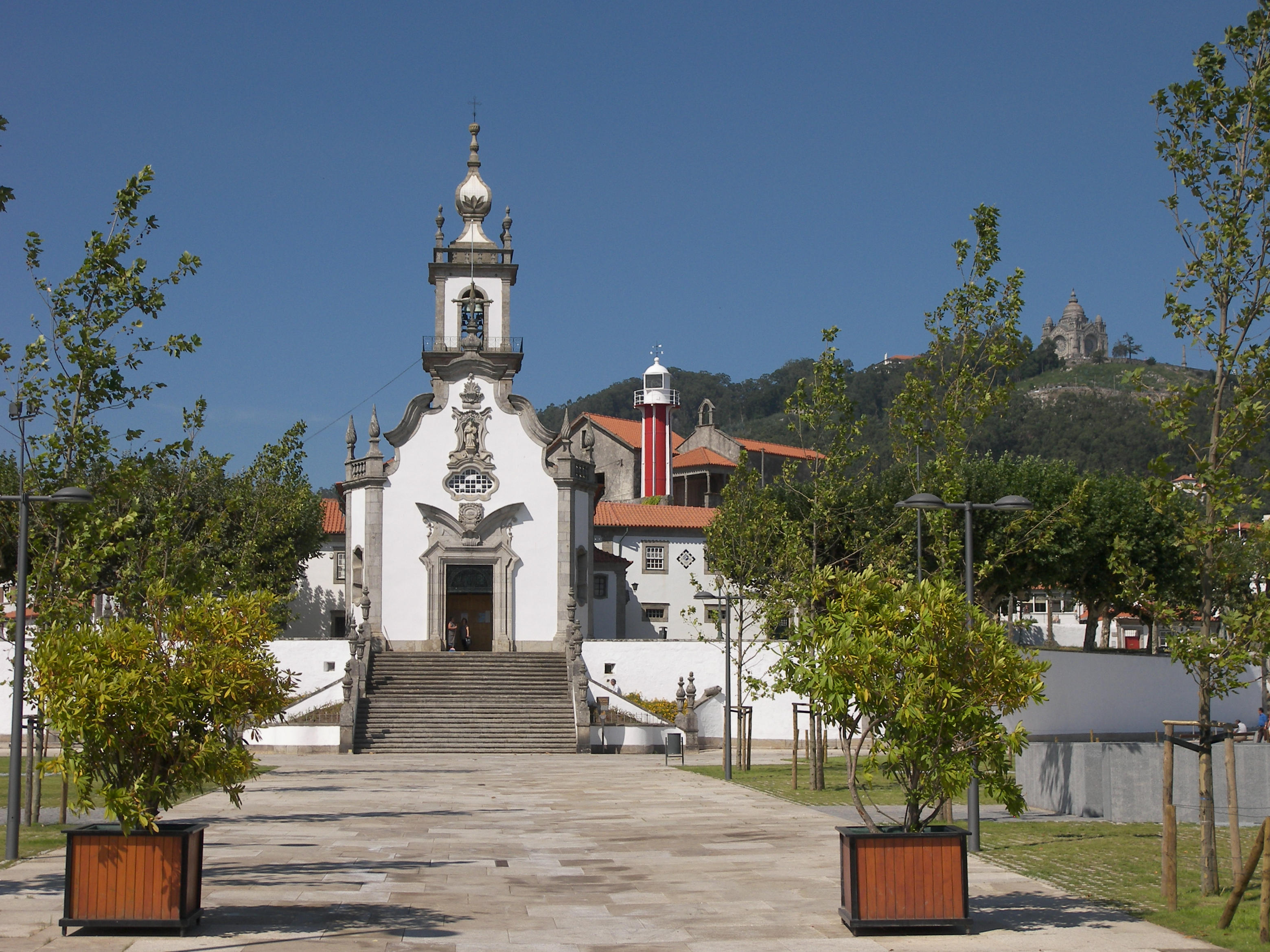
Igreja da Senhora da Agonia
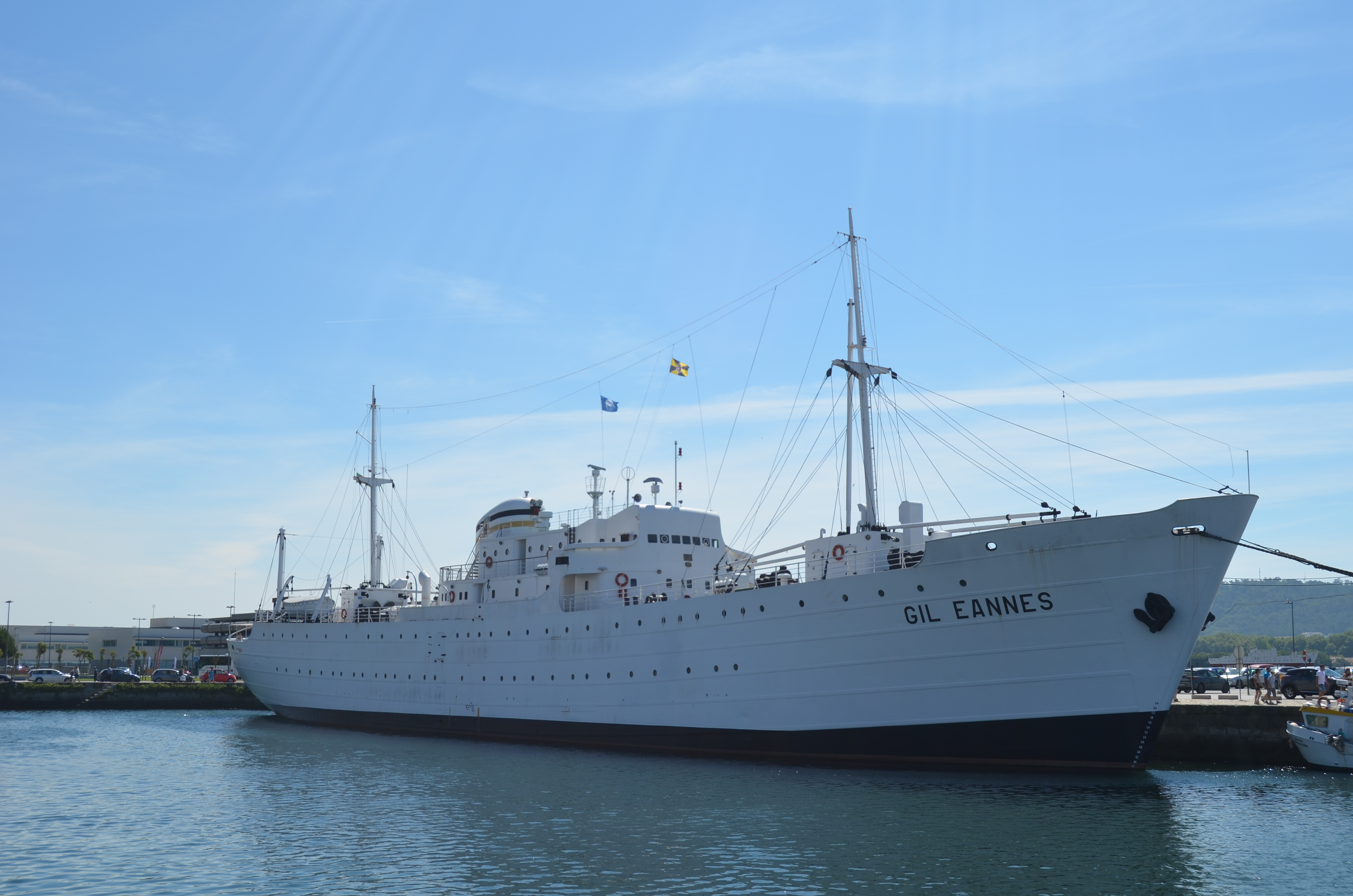
Museumsschiff Gil Eannes

## Der Kreis

### Verwaltung
Viana do Castelo ist Sitz eines gleichnamigen Kreises. Die Nachbarkreise sind (im Uhrzeigersinn im Norden beginnend): Caminha, Ponte de Lima, Barcelos und Esposende. Im Westen begrenzt der Atlantische Ozean das Gemeindegebiet.
Mit der Gebietsreform im September 2013 wurden mehrere Gemeinden zu neuen Gemeinden zusammengefasst, sodass sich die Zahl der Gemeinden von zuvor 40 auf 28 verringerte.
Die folgenden Gemeinden (freguesias) liegen im Kreis Viana do Castelo:

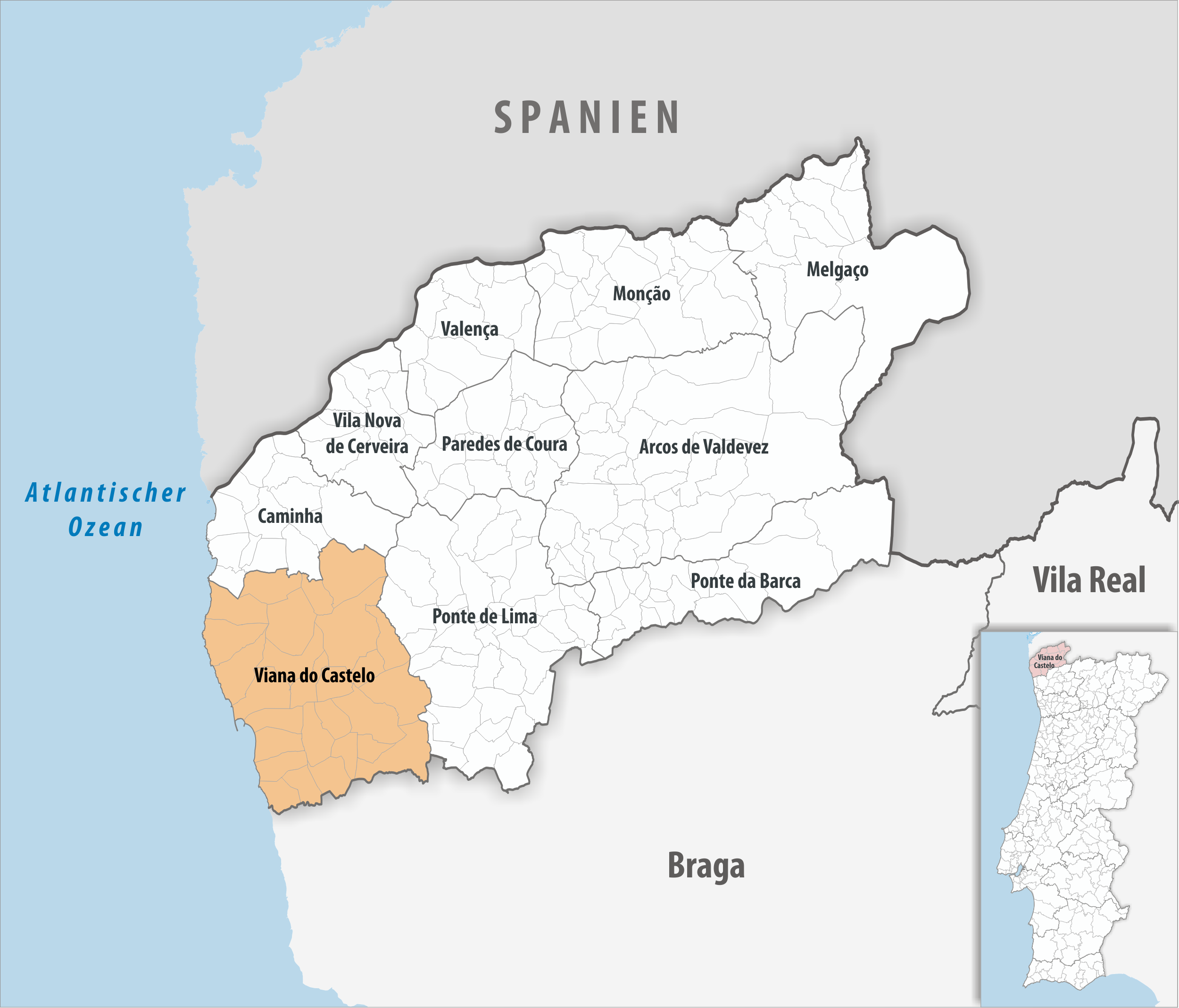
Kreis Viana do Castelo

| Gemeinde                             | Einwohner (2021) | Fläche km² | Dichte Einw./km² | LAU- Code |
| ------------------------------------ | ---------------- | ---------- | ---------------- | --------- |
| Afife                                | 1.519            | 13,03      | 117              | 160901    |
| Alvarães                             | 2.462            | 9,11       | 270              | 160902    |
| Amonde                               | 231              | 6,25       | 37               | 160903    |
| Areosa                               | 4.698            | 14,11      | 333              | 160905    |
| Barroselas e Carvoeiro               | 4.701            | 18,68      | 252              | 160941    |
| Cardielos e Serreleis                | 2.150            | 7,68       | 280              | 160942    |
| Carreço                              | 1.737            | 14,20      | 122              | 160908    |
| Castelo do Neiva                     | 2.719            | 6,94       | 392              | 160910    |
| Chafé                                | 3.447            | 7,85       | 439              | 160940    |
| Darque                               | 8.002            | 9,01       | 888              | 160911    |
| Freixieiro de Soutelo                | 465              | 11,78      | 39               | 160914    |
| Geraz do Lima e Deão                 | 3.044            | 19,06      | 160              | 160943    |
| Lanheses                             | 1.517            | 9,60       | 158              | 160915    |
| Mazarefes e Vila Fria                | 2.494            | 10,28      | 243              | 160944    |
| Montaria                             | 450              | 22,43      | 20               | 160920    |
| Mujães                               | 1.422            | 4,90       | 290              | 160922    |
| Neiva                                | 1.048            | 7,02       | 149              | 160923    |
| Nogueira, Meixedo e Vilar de Murteda | 1.433            | 27,41      | 52               | 160945    |
| Outeiro                              | 1.060            | 18,83      | 56               | 160925    |
| Perre                                | 2.772            | 13,09      | 212              | 160926    |
| Santa Marta de Portuzelo             | 3.901            | 7,41       | 526              | 160928    |
| Subportela, Deocriste e Portela Susã | 2.250            | 17,10      | 132              | 160946    |
| Torre e Vila Mou                     | 1.092            | 6,35       | 172              | 160947    |
| Viana do Castelo e Meadela           | 25.157           | 14,32      | 1.756            | 160948    |
| Vila de Punhe                        | 2.064            | 6,03       | 342              | 160938    |
| Vila Franca                          | 1.686            | 7,15       | 236              | 160935    |
| Vila Nova de Anha                    | 2.257            | 9,40       | 240              | 160904    |
| Kreis Viana do Castelo               | 85.778           | 319,02     | 269              | 1609      |

### Einwohnerentwicklung
| Jahr      | 1801   | 1849   | 1900   | 1930   | 1960   | 1981   | 1991   | 2001   | 2004   |
| Einwohner | 17.889 | 36.084 | 47.311 | 53.380 | 75.320 | 81.009 | 83.095 | 88.631 | 90.654 |

## Abschaffung von Stierkämpfen
Im Jahr 2009 war Viana do Castelo die erste portugiesische Gemeinde, die Stierkämpfe mit der Begründung der Tierquälerei abschaffte. Am 19. August 2012 wurde die Stadt Areosa, ein Teil von Viana do Castelo, vom Gericht gezwungen, eine Stierkampfveranstaltung auszurichten, obwohl der Gemeinderat versuchte, dies zu verhindern. Verteidiger Moura, Bürgermeister zu der Zeit als der Antrag auf Verbot der Stierkämpfe genehmigt wurde, kritisierte das Gericht, es habe eine „skandalöse Entscheidung“ gefällt.